# 秩父女子高等学校
秩父女子高等学校（ちちぶじょしこうとうがっこう）とは、埼玉県秩父市大宮にあった私立の高等学校である。廃校後、跡地は羊山公園として整備されている。なお、昭和初期に存在した県立秩父高等女学校（県立秩父高等学校の前身）とは別の学校である。

## 沿革
- 1959年 - 秩父女子高等学校が開校。
- 1976年 - 募集停止。[1]
  - 同年8月 - 校舎及び敷地を不動産業者に売却。[1]
- 1978年 - 最後の卒業式。[2]
- 1980年 - 羊山公園が開園。これ以前に同公園整備によって校地は既に消滅していたことになり、事実上廃校となっていた。
- 1992年 - 埼玉県に対し設置者から休校届が出された。